# Julian Hardinge, 4. Baron Hardinge of Penshurst
Julian Alexander Hardinge, 4. Baron Hardinge of Penshurst (* 23. August 1945) ist ein britischer Peer und Politiker.

## Leben
Hardinge wurde als Sohn von George Hardinge, 3. Baron Hardinge of Penshurst, und Janet Christine Goschen Balfour (1923–1970) geboren. 
Am 14. Juli 1997 erbte er den Titel seines Vaters. In den Jahren 1998 und 1999 beteiligte er sich mehrfach an Diskussionen im House of Lords. Seinen dortigen Sitz verlor Hardinge durch den House of Lords Act 1999.
Da er keine Söhne hat, ist sein Bruder, Hugh Francis Hardinge (* 1948) der mutmaßliche Erbe seines Titels (Heir Presumptive).